# Czerkasy (1976)
Czerkasy (ukr. Черкаси), poprzednio Razwiedczyk  − trałowiec morski projektu 266M (w kodzie NATO: Natya) Marynarki Wojennej Ukrainy. Początkowo służył we Flocie Czarnomorskiej marynarki wojennej ZSRR, a następnie Rosji pod nazwą „Razwiedczyk”, w 1996 roku został przekazany Ukrainie, gdzie otrzymał nazwę „Czerkasy” i numer burtowy U311. W marcu 2014 roku został zagarnięty przez siły rosyjskie podczas kryzysu krymskiego.

## Historia
Okręt należał do licznej serii radzieckich trałowców morskich projektu 266M (typu Akwamarin, w kodzie NATO: Natya). Zbudowany został pod numerem budowy 950 w Stoczni Średnio-Newskiej (Sriednie-Niewskij Sudostroitielnyj Zawod) w Leningradzie, która zbudowała większość okrętów tej serii. Położenie stępki miało miejsce 12 grudnia 1975 roku, a wodowanie 24 grudnia 1976 roku. Otrzymał nazwę „Razwiedczyk” (Разведчик, pol. zwiadowca).

## Służba

### W ZSRR i WNP
Okręt wszedł do służby w radzieckiej Flocie Czarnomorskiej  18 lipca 1977 roku (według innych informacji, 30 czerwca tego roku). Wchodził w skład 418 Dywizjonu Trałowców 68 Brygady Okrętów Obrony Rejonu Wodnego w Sewastopolu.
Między styczniem a sierpniem 1990 roku, podczas rebelii Erytrei, „Razwiedczyk” operował na Morzu Czerwonym, trałując obszary z zagrożeniem minowym. Konwojował też łącznie 52 statki, przy czym 11 konwojów było ostrzeliwane przez Erytrejczyków z brzegu pociskami rakietowymi. 14 maja 1990 roku przed godz. 5 „Razwiedczyk” odparł ogniem atak czterech łodzi uzbrojonych w działami bezodrzutowymi na tankowiec „Internacyonał”, niszcząc jeden kuter, przy czym jeden z członków załogi został ranny. Za cały ten okres 17 członków załogi zostało odznaczonych, a trałowiec otrzymał proporzec Ministerstwa Obrony ZSRR „Za Męstwo”. Po rozpadzie ZSRR Flota Czarnomorska początkowo wchodziła w skład sił zbrojnych Wspólnoty Niepodległych Państw.

### W Ukrainie

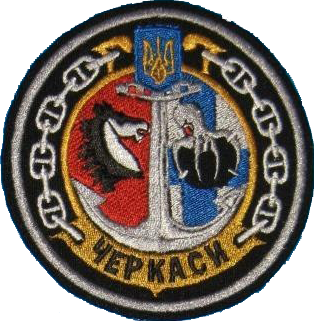
Odznaka okrętu

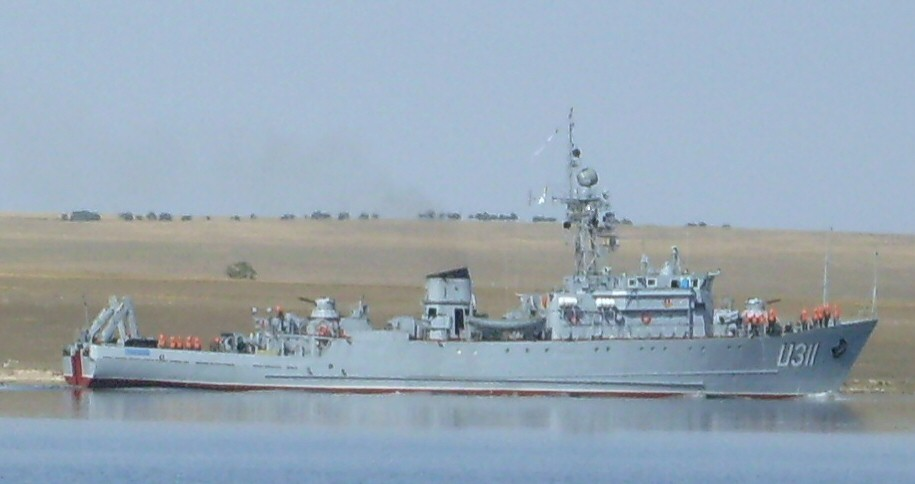
"Czerkasy" (2009)

Podczas podziału Floty Czarnomorskiej zdecydowano o przyznaniu okrętu Ukrainie i przekazano go 5 sierpnia 1997 roku (według innych publikacji, w kwietniu 1996 roku). 24 sierpnia 1997 roku wszedł do służby pod nazwą „Czerkasy” od miasta. Otrzymał stały numer burtowy U311.
Uczestniczył w licznych ćwiczeniach międzynarodowych, w tym z marynarkami państw NATO. Między innymi, na przełomie września i października 2001 roku reprezentował marynarkę ukraińską w pierwszym składzie nowo powołanego z inicjatywy Turcji międzynarodowego zespołu Black Sea Naval Force (BLACKSEAFOR) na Morzu Czarnym, z okrętami wszystkich państw czarnomorskich. W rejsach zespołu BLACKSEAFOR uczestniczył także w sierpniu 2010, sierpniu 2011, kwietniu 2012 i kwietniu 2013 roku.
Podczas kryzysu krymskiego, został 6 marca 2014 roku zablokowany na jeziorze Donuzław przez Rosjan, którzy zablokowali wyjście na morze przez zatopienie starych okrętów. Pozostał pod kontrolą ukraińską jako ostatni okręt na jeziorze, podejmując pod dowództwem Jurija Fedasza nieudane próby wydostania się na morze. 25 marca 2014 r. wieczorem został siłą przejęty przez oddziały prorosyjskie.
Trałowiec nie był używany przez Rosję; w lutym 2020 roku nadal znajdował się pod kontrolą rosyjską, odstawiony w Sewastopolu.

## W kulturze
Opór załogi trałowca „Czerkasy” został opisany w fabularyzowanym filmie U 311 Czerkasy z 2019 roku.